# 爱德华·C·斯通
爱德华·卡罗尔·斯通 （英語：Edward Carroll Stone，1936年1月23日—2024年6月9日），美国航天科学家，加利福尼亚理工学院物理学教授，前美国国家航空航天局喷气推进实验室（JPL）主任。他是“旅行者计划”迄今为止唯一的项目首席科学家，是“旅行者1号”最权威的发言人。现任毛瑞斯物理系教授和 30米望远镜国际天文台董事会执行主席。

## 生平
1936年出生在诺克斯维尔。早年毕业于芝加哥大学物理系。1961年在卫星Discoverer上做的宇宙射线实验开启了他的职业生涯。之后他加入加州理工学院成为一名研究员，1967年转为正式教职员，1976年被选为物理系教授。1983年到1988年担任物理，数学和天文学系主任。他还任加州理工学院空间辐射实验室主任和天文设备副主席。

### JPL主任

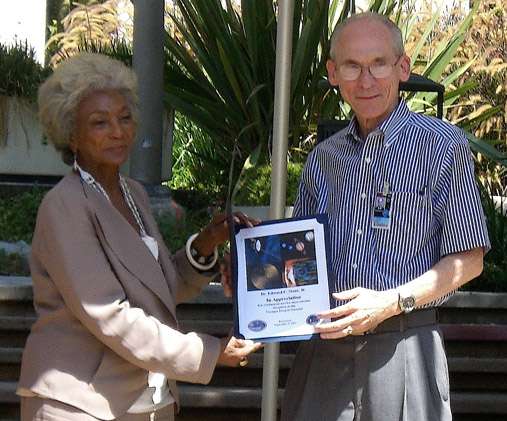
2007年妮雪儿·尼柯斯为爱德华·C·斯通颁发纪念“旅行者计划”三十周年奖

1991年到2001年爱德华·C·斯通担任位于美国加州帕萨迪纳的美国国家航空航天局喷气推进实验室(JPL)主任。在任期内，火星探路者号和它的旅居者号漫游车相继成功。他还主持向火星、木星和土星发射探测器等多个项目。包括火星全球探勘者号，深空1号，TOPEX/Poseidon，NASA散射儀（NSCAT）以及卡西尼－惠更斯号、星尘号和2001火星奥德赛号。

## 学术贡献
爱德华·C·斯通是无人太空探测卫星旅行者计划（1972年以来探索太阳系以外的航天计划）的首席科学家和科学团队的主要发言人，在1980年代为公众所熟知。他还九次担任过美国国家航空航天局航天飞行任务的主要调查人员。

## 奖项和荣誉
- 2007年获得菲利普·J·克拉斯终身成就奖
- 1999年获得卡尔·萨根纪念奖
- 被选为美国国家科学院院士
- 1991年获得美国国家科学奖章
- 1992年获得麦哲伦奖
- 2013年获得美國太空總署傑出公共服務獎章
- 2014年获得霍华德·休斯纪念奖
- 2019年獲得邵逸夫獎
- 2022年獲得本杰明·富兰克林奖章